# Rhythm of Love (пісня Plain White T's)
"Rhythm of Love (укр. Ритм Любові) — сингл Plain White T's. Це перший сингл з їх третього студійного альбому Wonders of the Younger. Пісня дебютувала на номер 96 на Billboard Hot 100. Пісня була представлена восени 2010 у сезоні прем'єри фільму Parenthood на NBC. Станом на квітень 2011 р. було продано більше ніж 1 000 000 копій.

## Історія
«Rhythm of Love» була написана Тімом Лопесом. На двох треках Тім Лопес розділив вокал з Томом Хігессоном, але все-одно його вокал вважається сольним. Гурт описав у пісні істотно ніжні, м'які почуття, у цій пісні їх описано можливо навіть краще, ніж у «Hey There Delilah»(2006), яка була першим хітом в чарті Billboard Hot 100. «Цей стиль явно відрізняється, від того, в якому ми виступали раніше»,-говорить Лопес, і не тільки через тимчасову зміну фронтмена. «Коли він прийшов, щоб написати пісню, звук, який я чув нагадував скретч-гітару.» Пісня виконується під м'який та мелодійний ритм акустичної гітари.

## Чарти
| Chart (2010–2011)                    | Peak position |
| ------------------------------------ | ------------- |
| США (Adult Top 40) (Billboard)       | 5             |
| США (Adult Contemporary) (Billboard) | 5             |
| США (Billboard Hot 100)              | 38            |
| США (Mainstream Top 40) (Billboard)  | 20            |

## Сертифікації
| Country | Certification | Date | Sales certified |
| ------- | ------------- | ---- | --------------- |
| USA     | Platinum      | 2011 | 1,000,000 +     |